# マインド・ボム
『マインド・ボム』（Mind Bomb）は、イングランドのロック・バンド、ザ・ザが1989年に発表した3作目（当初マット・ジョンソン名義で発売された『バーニング・ブルー・ソウル』を含めれば4作目）のスタジオ・アルバム。

## 背景
ザ・ザは基本的にマット・ジョンソンのソロ・プロジェクトだったが、本作ではジョニー・マー（元ザ・スミス）、ジェームズ・エラー、デヴィッド・パーマー（元ABC）を正式メンバーに迎えたバンド形態で制作された。なお、ジョンソンはマーがザ・スミスを結成した頃からの知り合いで、しばらく連絡が途絶えていたが、既に本作の制作に着手していた頃、イギー・ポップのライヴ会場でマーと再会を果たし、そのままバンド加入を持ちかけたという。
「アルマゲドン・デイズ」はイスラム教とキリスト教の対立による最終戦争を描いた曲で、本作からの先行シングル候補だったが、当時はサルマン・ラシュディの小説『悪魔の詩』がムスリム社会で物議を醸しており、シングル・リリース予定日の前週にイランの最高指導者ルーホッラー・ホメイニーがラシュディの死刑を宣告する事態となったため、レーベルの判断で急遽「ビートゥン・ジェネレーション」が先行シングルに変更された。なお、「アルマゲドン・デイズ」は最終的に本作からの第3弾シングルとなった。

## 反響・評価
全英アルバムチャートでは9週トップ100入りして最高4位を記録し、ザ・ザ初の全英トップ10アルバムとなった。ニュージーランドでは1989年6月18日のアルバム・チャートで初登場5位となり、翌週には最高3位を記録して、12週連続でトップ50入り（うち8週はトップ10入り）するヒットとなった。
Stephen Thomas Erlewineはオールミュージックにおいて5点満点中4.5点を付け「厳粛な内容で、ダンス・ミュージックに影響を受けたロックとしては最上位」と評している。

## 収録曲
特記なき楽曲はマット・ジョンソン作。
1. グッド・モーニング・ビューティフル "Good Morning, Beautiful" – 7:31
2. アルマゲドン・デイズ "Armageddon Days Are Here (Again)" – 5:40
3. バイオレンス・オブ・トゥルース "The Violence of Truth" – 5:41
4. キングダム・オブ・レイン "Kingdom of Rain" – 5:52
5. ビートゥン・ジェネレーション "The Beat(en) Generation" – 3:06
6. オーガスト&セプテンバー "August & September" – 5:46
7. グラヴィテイト・トゥ・ミー "Gravitate to Me" (Matt Johnson, Johnny Marr) – 8:10
8. ビヨンド・ラヴ "Beyond Love" – 4:21

## シングル
本作からのシングルのチャート最高順位を示す。
| タイトル                     | イギリス | オーストラリア | ニュージーランド |
| ---------------------------- | -------- | -------------- | ---------------- |
| ビートゥン・ジェネレーション | 18位     | 50位           | 4位              |
| グラヴィテイト・トゥ・ミー   | 63位     | -              | 27位             |
| アルマゲドン・デイズ         | 70位     | -              | -                |

## 参加ミュージシャン
- マット・ジョンソン - ボーカル、ピアノ、キーボード、メロディカ、アコースティック・ギター、ディストーション・ギター、テープ操作
- ジョニー・マー - ギター、ハーモニカ
- ジェームズ・エラー - ベース
- デヴィッド・パーマー - ドラムス

アディショナル・ミュージシャン
- シネイド・オコナー - ボーカル(on #4)
- ウォーン・リヴゼイ - キーボード(on #1, #4)、バンジョー(on #2)、ストリングス&クワイア・アレンジ(on #2)、アコースティック・ギター(on #4, #5)、バッキング・ボーカル(on #5)
- ウィックス・ウィッケンズ - ハモンドオルガン(on #3, #8)、ピアノ(on #5, #6, #8)、アコーディオン(on #5)
- ダニー・トンプソン - アップライト・ベース(on #6)
- パンディット・ディネッシュ - パーカッション(on #1)
- ダニー・カミングス - コンガ(on #4)、パーカッション(on #6, #7, #8)
- ペドロ・ハルデマン - ボンゴ(on #4)、ウォーター・パーカッション(on #7)
- マーク・フェルサム - エレクトリック・ハーモニカ(on #1, #3)、ハーモニカ(on #5)
- クリス・ホワイト、フィル・トッド - テナー・サクソフォーン(on #1)
- サラ・ホーマー - クラリネット(on #6)
- ダイ・プリチャード - バスクラリネット(on #6)
- ヒラリー・ストラー - オーボエ(on #6)
- アシュレイ・スレイター - トロンボーン(on #7)
- ジョン・イーコット - フリューゲルホルン(on #8)
- ギャヴィン・ライト - フィドル、ストリングス・リーダー(on #2)
- The Astari String Orchestra - ストリングス(on #2)
- アンドリュー・ポピー - ストリングス・アレンジ、指揮(on #6)
- エリザベス・ペリー - ストリングス・リーダー(on #6)
- ジョン・マッカーシー - クワイア・リーダー(on #2)
- The Ambrosian Singers - クワイア(on #2)
- エスメ・リヴゼイ - ボイス(on #1)
- ジェフ・フォスター - バッキング・ボーカル(on #5)